# Heinrich von Sachsen (1422–1435)
Heinrich von Sachsen (* 21. Mai 1422 in Meißen; † 22. Juli 1435 in Dresden) aus dem Haus Wettin war Markgraf von Meißen und Herzog von Sachsen.

## Leben
Heinrich war der Sohn von Kurfürst Friedrich dem Streitbaren von Sachsen und der Katharina von Braunschweig-Lüneburg. Da beim Tod des Vaters 1428 Heinrich und seine drei Brüder Friedrich, Sigismund und Wilhelm noch minderjährig waren, übernahm ein Regentschaftsrat die vormundschaftliche Regierung der ererbten Lande; auch nach dem Erreichen der Volljährigkeit des ältesten Prinzen und Kurfürsten wurde die gemeinschaftliche Regierung zunächst fortgesetzt.
Heinrich hinterließ nur wenige Spuren in der Geschichte, da er bereits mit 13 Jahren starb. Er ist in der Fürstenkapelle des Meißner Doms bestattet.